# Johan Hindrik Olander
Johan Hindrik Olander var en svensk kyrkomålare, verksam under 1700-talets senare hälft.
Olander skrevs in som lärgosse i Göteborgs Målareämbete 1763 och han anhöll om mästarvärdighet 1772 som beviljades 1775. Han var då verksam som landmästare i Marstrand där han skaffat sig en viss social ställning genom sitt äktenskap med borgmästaren Christopher Meijers dotter. Av okänd anledning flyttade Olander till Norge och hans vidare öden där är okända. Som kyrkomålare utförde han läktarbröstmålningar i Mollösunds kyrka 1781 samt en predikstol i samma kyrka 1787. Från predikstolen finns målade pannåer bevarade i kyrkan.